# Československá basketbalová liga 1985-1986
La Československá basketbalová liga 1985-1986 è stata la 58ª edizione del massimo campionato cecoslovacco di pallacanestro maschile. La vittoria finale è stata ad appannaggio dello Zbrojovka Brno.

## Risultati

### Stagione regolare
|     | Squadra                | G  | V  | P  | PF   | PS   | Pt. | Qualificazione |
| --- | ---------------------- | -- | -- | -- | ---- | ---- | --- | -------------- |
| 1.  | Tatran Ostrava         | 24 | 20 | 4  | 2110 | 1939 | 44  | playoff        |
| 2.  | Zbrojovka Brno         | 24 | 17 | 7  | 2178 | 1959 | 41  | playoff        |
| 3.  | Dukla Olomouc          | 24 | 12 | 12 | 1961 | 1957 | 36  | playoff        |
| 4.  | Pardubice              | 24 | 12 | 12 | 1884 | 2006 | 36  | playoff        |
|     |                        |    |    |    |      |      |     |                |
| 5.  | Chemosvit              | 24 | 14 | 10 | 2090 | 2046 | 38  |                |
| 6.  | Inter Bratislava       | 24 | 12 | 12 | 2119 | 2083 | 36  |                |
| 7.  | Slávia SVŠT Bratislava | 24 | 7  | 17 | 1999 | 2132 | 31  |                |
|     |                        |    |    |    |      |      |     |                |
| 8.  | VŠDS Žilina            | 24 | 11 | 13 | 2044 | 2055 | 35  |                |
| 9.  | Sparta ČKD Praga       | 24 | 9  | 15 | 1968 | 2097 | 33  |                |
| 10. | VŠ Praga               | 24 | 6  | 18 | 1998 | 2077 | 30  | retrocesso     |

### Playoff
|  | Semifinali | Semifinali     | Semifinali |                |    | Finale         | Finale | Finale |  |
|  |            |                |            |                |    |                |        |        |  |
|  | 1.         | Tatran Ostrava | 2          |                |    |                |        |        |  |
|  | 1.         | Tatran Ostrava | 2          |                |    |                |        |        |  |
|  | 4.         | Pardubice      | 1          |                |    |                |        |        |  |
|  | 4.         | Pardubice      | 1          |                | 1. | Tatran Ostrava | 1      |        |  |
|  |            |                |            |                | 1. | Tatran Ostrava | 1      |        |  |
|  |            |                | 2.         | Zbrojovka Brno | 2  |                |        |        |  |
|  | 2.         | Zbrojovka Brno | 2.         | Zbrojovka Brno | 2  | 2              |        |        |  |
|  | 2.         | Zbrojovka Brno |            |                |    |                |        |        |  |
|  | 3.         | Dukla Olomouc  | 1          |                |    |                |        |        |  |

| Československá basketbalová liga 1985-1986 |
| ------------------------------------------ |
| Zbrojovka Brno 17º titolo                  |

## Formazione vincitrice
| N° | Naz.                      | Ruolo | Sportivo              |  | Alt. |  |
| -- | ------------------------- | ----- | --------------------- |  | ---- |  |
|    | Cecoslovacchia (bandiera) | G     | Vlastimil Havlík      |  | 191  |  |
|    | Cecoslovacchia (bandiera) | GA    | Kamil Brabenec        |  | 193  |  |
|    | Cecoslovacchia (bandiera) | AC    | Leoš Krejčí           |  | 208  |  |
|    | Cecoslovacchia (bandiera) | GA    | Josef Jelínek         |  | 197  |  |
|    | Cecoslovacchia (bandiera) |       | Martin Šibal          |  |      |  |
|    | Cecoslovacchia (bandiera) |       | Luděk Lupač           |  |      |  |
|    | Cecoslovacchia (bandiera) |       | Martin Hanáček        |  |      |  |
|    | Cecoslovacchia (bandiera) |       | František Jimramovský |  |      |  |
|    | Cecoslovacchia (bandiera) |       | Pavel Harásek         |  |      |  |
|    | Cecoslovacchia (bandiera) |       | Pavel Svobodník       |  |      |  |
|    | Cecoslovacchia (bandiera) |       | Vladimír Ondroušek    |  |      |  |
|    | Cecoslovacchia (bandiera) |       | Jan Huss              |  |      |  |
|    | Cecoslovacchia (bandiera) |       | Ivo Zemek             |  |      |  |
|    | Cecoslovacchia (bandiera) |       | Milan Majer           |  |      |  |
|    | Cecoslovacchia (bandiera) | All.  | Zdeněk Bobrovský      |  |      |  |

## Fonti
- Ing. Pavel Šimák: Historie československého basketbalu v číslech (1932-1985), Basketbalový svaz ÚV ČSTV, květen 1985, 174 stran
- Ing. Pavel Šimák: Historie československého basketbalu v číslech, II. část (1985-1992), Česká a slovenská basketbalová federace, březen 1993, 130 stran
- Juraj Gacík: Kronika československého a slovenského basketbalu (1919-1993), (1993-2000), vydáno 2000, 1. vyd, slovensky, BADEM, Žilina, 943 stran
- Jakub Bažant, Jiří Závozda: Nebáli se své odvahy, Československý basketbal v příbězích a faktech, 1. díl (1897-1993), 2014, Olympia, 464 stran